# Шевченкове (Малобурлуцький старостинський округ № 6)
Шевче́нкове — село в Україні, у Великобурлуцькій селищній громаді Куп'янського району Харківської області. Населення становить 346 осіб. До 2020 орган місцевого самоврядування — Малобурлуцька сільська рада.

## Географія
Село Шевченкове знаходиться на лівому березі річки Великий Бурлук, витягнуто вздовж русла на 2,5 км, вище за течією за 3 км розташоване село Малий Бурлук, нижче — примикає село Михайлівка. Селом тече балка Красний Яр і впадає у річку Великий Бурлук.

## Історія
1750 — дата заснування.
12 червня 2020 року, відповідно до розпорядження Кабінету Міністрів України № 725-р «Про визначення адміністративних центрів та затвердження територій територіальних громад Харківської області», увійшло до складу Великобурлуцької селищної громади.
19 липня 2020 року, в результаті адміністративно-територіальної реформи та ліквідації Великобурлуцького району, село увійшло до складу Куп'янського району Харківської області.
24 лютого 2022 року почалася російська окупація села.
11 вересня 2022 року під час слобожанського контрнаступу Збройних сил України від російських окупантів звільнено населені пункти Великобурлуцької селищної територіальної громади.

## Економіка
- В селі є молочно-товарна ферма.